# Ken Bracewell
Ken Bracewell (Colne, 5 ottobre 1936) è un allenatore di calcio ed ex calciatore inglese, di ruolo difensore.

## Carriera

### Calciatore
Dopo aver militato nel Burnley, senza però mai scendere in campo, nel 1959 viene ingaggiato dal Tranmere con cui ottiene il ventesimo posto nella Third Division 1959-1960 ed il ventunesimo in quella successiva retrocedendo così in cadetteria.
Dopo una stagione al Nelson FC, nel 1962 Bracewell si trasferisce in Canada per giocare nel Toronto Italia con cui vince due edizioni della Eastern Canada Professional Soccer League.
Ritornato in patria, dopo un breve passaggio senza presenze al Norwich City, viene ingaggiato dal Lincoln City, con cui ottiene l'undicesimo posto della Fourth Division 1963-1964 ed il ventiduesimo, con la conseguente retrocessione, nella stagione seguente.
Dopo aver militato nel Margate, passa al Bury con cui gioca un solo incontro nella Second Division 1966-1967, retrocedendo in terza serie a causa dell'ultimo posto ottenuto.
Nel 1967 ritorna in Canada per giocare nei Toronto Falcons, nuova denominazione del Toronto Italia, con cui ottiene il quarto posto nella Western Division della NPSL 1967. L'anno dopo, sempre con i Falcons, partecipa alla prima edizione della NASL, ottenendo il terzo posto della Lakes Division.
Ritornato in patria, gioca nel Rochdale con cui ottiene la promozione in terza serie al termine della Fourth Division 1968-1969.
Nel 1969 lascia nuovamente l'Inghilterra per giocare negli Stati Uniti d'America con gli Atlanta Chiefs. Nella North American Soccer League 1969 ottiene con la sua franchigia il secondo posto finale, a cui seguì un secondo posto nella Southern Division della NASL 1970. Nel 1971 Bracewell con i suoi Chiefs ottenne un nuovo secondo posto assoluto: nelle finali giocò per gli Chiefs tutte e tre le sfide contro i texani del Dallas Tornado. La stagione seguente fu invece chiusa al terzo posto della Southern Division.
Nella stagione 1973 i Chiefs cambiarono nome in Apollos e Bracewell ne divenne l'allenatore, pur continuando a giocare. Bracewell ottenne nel suo ruolo di allenatore-giocatore il terzo posto ed ultimo della Southern Division.
L'anno dopo divenne l'allenatore-giocatore del Denver Dynamos, con cui ottenne il terzo ed ultimo posto della Central Division.

### Allenatore
Smessi definitivamente i panni del calciatore, Bracewell nella North American Soccer League 1978 guidò per un breve periodo gli Oakland Stompers in sostituzione dell'esonerato Mirko Stojanović.
Nel 1983 diviene l'allenatore dei San Francisco Scots e negli anni '90 guida il club della sua città natale, il Colne.

## Palmarès
- Eastern Canada Professional Soccer League: 2

Toronto Italia: 1962, 1963